# Јеловец при Маколах
Јеловец при Маколах (словен. Jelovec pri Makolah) је насељено место у општини Маколе, Подравска регија, Словенија.

## Историја
До територијалне реорганизације у Словенији био је у саставу старе општине Словенска Бистрица.

## Становништво
У попису становништва из 2011. године, Јеловец при Маколах је имао 203 становника.
| Број становника према пописима | Број становника према пописима | Број становника према пописима |
| ------------------------------ | ------------------------------ | ------------------------------ |
| 1991                           | 2002                           | 2011                           |
| 208                            | 188                            | 203                            |

Напомена: До 1998. исказивано под именом Јеловец. Године 2017. извршена је мања размена територије између насеља Јеловец при Маколах и Маколе. Године 2018. извршена је мања размена територија између насеља Јеловец при Маколах и Стари Град.